# Batman: Black & White
Batman: Black & White, tradotto anche come Batman Bianco&Nero, è una miniserie a fumetti in quattro albi ideata da Mark Chiarello e Scot Peterson, pubblicata nel 1996, in cui venivano presentate cinque storie di otto pagine a numero, ognuna delle quali rigorosamente in bianco e nero. Gli autori chiamati a confrontarsi con Batman, proprio grazie alla particolare formula, puntavano l'attenzione su particolari aspetti del personaggio, esaminandone la mitologia, la leggenda, la psicologia.
Ogni numero presentava poi tre copertine, una per l'albo e due interne, disegnate da altrettanti autori di grande importanza. Gli autori impegnati, compresi i copertinisti, sono tutti autori di grande spessore e fama nel panorama del fumetto mondiale o di quello indipendente. In pratica venne realizzata una serie con la stessa filosofia di Legends of the Dark Knight. In Italia venne presentata a partire da agosto dello stesso anno dall'editore Play Press.

## Gli autori
Tra gli autori della miniserie alcuni contributi come le storie dei veterani Dennis O'Neil e Archie Goodwin, o del mangaka Katsuhiro Ōtomo, i maestri del fumetto supereroico Walter Simonson e Joe Kubert, l'autore argentino José Muñoz. Nel dettaglio i 4 numeri hanno avuto contributi da:
1. Copertine di: Jim Lee, Michael Allred, Moebius; Storie di Ted McKeever (Il pianto infinito), Bruce Timm (Due come noi), Joe Kubert (La caccia), Howard Chaykin (Ingiustizie), Archie Goodwin-José Muñoz (La tromba del diavolo).
2. Copertine di: Frank Miller (il suo Cavaliere Oscuro su uno sfondo rosso sangue, unica variazione al bianco e nero), Michael William Kaluta, Tony Salmons; Storie di Walter Simonson (Leggenda), Jan Strnad-Richard Corben (Il creatore di mostri), Kent William (Gli occhi dei piccoli defunti), Chuck Dixon-Jorge Zaffino (I figli del diavolo), Neil Gaiman-Simon Bisley (Un mondo in bianco e nero).
3. Copertine di: Barry Windsor-Smith, P.Craig Russell, Marc Silvestri-Batt; Storie di Klaus Janson (Buina sera, Mazzanotte), Andrew Kelfer-Tanino Liberatore (Nei sogni), Matt Wagner (Colpo grosso), Bill Sienkiewicz (Malintesi), Dennis O'Neil-Teddy Kristiansen (Natale mortale).
4. Copertine di: Alex Toth, Alex Ross, Neil Adams; Storie di Brian Bolland (Un uomo innocente), Jan Strnad-Kevin Nowlan (Scheletri nell'armadio), Archie Goodwin-Gari Gianni (Eroi), Dennis O'Neil-Brian Stelfreeze (L'addio), Katsuiro Otomo (La terza maschera).

## Le storie
Nel dettaglio sono particolarmente interessanti gli approcci di Ted McKeever, che esamina un'autopsia condotta da Batman sul corpo di una ragazza morta, quasi chiedendole scusa. Sceglie i percorsi del sogno, invece, Kubert, mentre Goodwin per la sua storia con Muñoz, esperto autore del poliziesco Alack Sinner, sceglie il jazz, anticipando il tema utilizzando da Gerard Jones e Mark Badger in una miniserie speciale di Legends, e costruendo una torbida storia di soldi e potere mescolata ad una leggenda su una mitica tromba.
Simonson, invece, punta sul futuro, dove un mondo molto simile al 1984 di Orwell vive nella speranza che Batman torni a portare la giustizia nel mondo. Strnad, invece, si presenta con due storie differenti: Il creatore di mostri, con Corben, esamina il mondo della criminalità giovanile, mentre Scheletri nell'armadio, con Nowlan, è un'indagine che porta il Crociato Incappucciato di fronte all'ennesimo scienziato pazzo. Interessante, poi, è l'approccio di Kent Williams, che anticipa il concetto successivamente espresso da Randy e Jean-Marc Lofficier, con disegni di McKeever, in Nosferatu, ovvero che Batman trae la sua forza dalla stessa città di Gotham.
Mafia e criminalità, invece, nelle storie di Dixon-Zaffino, di O'Neil-Kristiansen (uno dei pochi autori europei non anglo-sassoni ad aver lavorato anche negli Stati Uniti) e di Matt Wagner, mentre Neil Gaiman e Simon Bisley presentano uno degli approcci più originali in tutta la miniserie. I due autori, infatti, la cui storia verrà poi ristampata in uno speciale di Tutto Musica con copertina di Claudio Villa, lasciano ad intendere che Batman, Joker e gli altri siano, in realtà, degli attori che interpretano una sceneggiatura che poi servirà da base per l'effettiva stesura del fumetto. Le radici e le motivazioni del personaggio vengono, invece, esplorate da Klaus Janson e da Dennis O'Neil nella storia L'addio, disegnata da Stelfreeze, apprezzato copertinista batmaniano, qui ad una delle sue prime storie.
Mentre Chaykin costruisce una gradevole storia attorno ad un serial killer, Bolland, anch'egli apprezzato copertinista, nonché autore dei disegni di Killing Joke su testi di Moore, si accontenta di realizzare un breve excursus nella mitologia batmaniana. Psicologici sono, poi, gli approcci di Helfer-Liberatore e di Otomo, mentre Goodwin-Gianni, in Eroi, esplorano le radici pulp del personaggio, in una storia cronologicamente posta agli inizi della seconda guerra mondiale.
Approccio ordinato, in una griglia di 4 strisce da due vignette ciascuna, invece è quello di Bruce Timm, l'ideatore del Batman animato, che esplora, invece, il drammatico percorso di Harvey Dent che, allontanato dalla follia di Due Facce, ne viene irrimediabilmente sospinto ancora dalla morte della donna amata. Infine è interessante Malintesi di Sienkiewicz. Maestro sempre attento alle sperimentazioni, propone una storia fitta di vignette (4 strisce suddivise in 5 parti ciascuna) in cui è fondamentale l'attenzione al particolare e il dialogo tra i personaggi: Batman, un uomo solo ed il figlio, che cerca di salvare la sua gatta.

## Storie d'appendice
L'avventura del Batman in bianco e nero, però, non finisce qui. Subito dopo Terra di Nessuno, infatti, viene varata una nuova serie, Batman: Gotham Knights, che sostituisce la defunta Shadow of the Bat. La serie, pur ruotando su Batman, avrebbe posto l'attenzione sugli altri cavalieri di Gotham, ma per sottolineare l'attenzione che si aveva sull'albo, si decise di continuare l'esperimento delle mini-storie in appendice proprio a Gotham Knights. Queste avventure, giunte in Italia in una serie di 4 volumi distribuiti in fumetteria sempre dalla Play Press (che comunque non stampò tutte le storie), si sono concluse con la quarantanovesima uscita, poiché dal numero successivo la serie avrebbe cambiato obiettivo, incentrandosi, invece, su Batman.
Le danze, comunque, sono aperte da un'indagine scritta da Warren Ellis per i disegni di Jim Lee, in cui il Cavaliere Oscuro esegue un'autopsia sul corpo di una ragazza morta: questa volta, però, l'autopsia è un pretesto narrativo per scoprire l'addestramento di Bruce. Da notare lo stile milleriano di Lee che avrebbe, successivamente, utilizzato in alcune occasioni durante Batman: Hush.
Senza scendere in eccessivi dettagli, come è stato invece fatto per la miniserie, tra gli episodi pubblicati in Italia spicca sicuramente Mai più Batman...?. Scritta da Alan Grant, a lungo sceneggiatore regolare di Batman, vede i disegni del grandissimo Enrique Breccia, a dimostrazione che gli artisti latino-americani hanno un ottimo rapporto con il Crociato Incappucciato. La storia, quasi lovecraftiana, vede Batman fronteggiare il signore delle paure, lo Spaventapasseri.
Decisamente influenzato da Dick Sprang l'approccio di John Byrne, mentre ritornano gli intrighi della seconda guerra mondiale in Blackout di Howard Chaykin e Jordi Bernet. Alan Brennert e José Garcia-Lopez, invece, mettono un giovane Batman a confronto con Alan Scott, la prima Lanterna Verde nonché il primo difensore di Gotham, almeno secondo l'attuale continuity. Da segnalare, poi, i contributi di Paul Pope e di John Buscema, quest'ultimo su testi di John Arcudi.
Tra gli autori che parteciparono alla miniserie, oltre a Chaykin, da segnalare anche una nuova storia di Simonson, questa volta una sceneggiatura disegnata da John Paul Leon incentrata sull'Enigmista. Tra i copertinisti, invece, oltre a Lee, realizzano una storia anche Kaluta su testi di Mark Askwith ed Alex Ross su testi dell'amico Paul Dini.
Oggetto di studio, comunque, è la seconda storia di Dini a questo nuovo progetto Black&White (dell'altra si parlerà più avanti) ma è decisamente una delle storie più interessanti tra tutte quelle prodotte. Dini e Ross fanno tornare in campo il Joker, appena arrestato ed in procinto di arrivare ad Arkham. Egli è l'oggetto di uno studio particolare, in cui si suppone che, in realtà, il criminale dal sorriso eterno non è folle come vuol far credere, ma perfettamente sano di mente. Lo studio, portato avanti dalla dottoressa Harleen Quinzel, in arte Harley Quinn. Forse il Joker, sapendo che il suo gioco era prossimo ad essere scoperto, ha portato alla follia il dottore che lo stava studiando? A questa domanda, che resta in sospeso nell'aria, Dini e Rosso non possono, o forse non vogliono rispondere.
Quasi profetico è il contributo della coppia Brian Azzarello-Eduardo Risso: i due, infatti, si presentano con una storia un po' noir un po' hard-boiled, non molto lontana da quella Broken City che svilupperanno sulle pagine di Batman. Azzarello, inoltre, darà un secondo contributo insieme a Mahfood. Mentre, poi, è un po' nostalgica la storia di Will Pfeifer e Brent Anderson, può, invece, essere considerata in continuity l'avventura di Mike W.Barr-Alan Davis-Mark Farmer, autori de Il cerchio si chiude ed a lungo anche del Batman seriale.
Da segnalare, poi, i contributi di Dave Gibbons (una storia completa contro un avversario ad hoc, il Bandito in bianco e nero, ed una sceneggiatura per il disegnatore Mike McMahon, con una velata critica alle abitudini alimentari degli statunitensi), di Claudio Castellini (alla sua seconda prova con Batman, questa volta su testi di Mark Schultz, in un confronto con Superman), di Gene Ha (su testi di Harlan Ellison), di Danijel Žeželj (un inseguimento nella metropolitana su testi di Scott Peterson).
Tornano, poi, a trattare storie sul cavaliere oscuro autori come il classico Dick Giordano (su testi di Don McGregor), Tim Sale (su testi di Kelley Puckett, a lungo collaboratore delle serie animate) e del grande Julius Schwartz, supervisore negli anni sessanta e settanta delle testate batmaniane e fautore di una rivoluzione narrativa profonda e determinante per il Cavaliere Oscuro. Suoi collaboratori sono Dan Raspler ai testi e Christian Alamy ai disegni. Interessante, poi, l'approccio kirbyano di Paul Rivoche su testi di Paul Levitz.
Resta, ora, da esaminare un gruppo di storie che si potrebbe definire cartoon style, perché tutte più o meno ispirate allo stile grafico o narrativo della serie animata. Innanzitutto La scommessa, di Paul Dini e Ronnie del Carmen. Disegnata in linea con i canoni grafici delle serie animate, la storia è ambientata ad Arkham e gira intorno ad una scommessa tra Harley Queen e Poison Ivy su chi bacia più uomini all'interno del manicomio.
Seguono, in ordine sparso, Giochi di neve! di Bob Kanigher e Kyle Baker, con una storia spionistica in cui gli autori celebrano, attraverso Batman jr. figlio di Batman, il periodo degli anni cinquanta ed il suo proliferare di figure più o meno assurde nella famiglia batmaniana. L'avventura, alla fine, si rivela un sogno. La battuta finale, storia muta a parte la tavola conclusiva, di Michael Golden e Jason Pearson. Con lo stesso titolo viene presentata un'altra storia muta di Doug Alexander e Rob Haynes. I mostri sono qui di Paul Grist e Darwyn Cooke, altro collaboratore di Timm alla serie animata, in cui Batman affronta la fantomatica Madame X, una sorta di Due Facce ma con l'abilità chimica dello Spaventapasseri. Batsman - Lo stormo, flagello della mala scritta da Ty Templeton, sempre della squadra di Timm, per i disegni di Marie Severen: siamo in un mondo alternativo in cui è l'assurdo Batsman, una sorta di Rat-Man, ad affrontare la lotta al crimine. La storia, assurda ed esilarante al tempo stesso, celebra ancor più di Giochi di neve! l'affollamento della Batman-family, con, a metà vicenda, un'incredibile e disastrosa riunione della famiglia in cima ad un unico doccione. Chicca finale: Batsman è un accanito lettore di Superman. Quindi Darwyn Cooke torna a colpire scrivendo Il monumento per Bill Wray, artista cartoon style, ma anche con profonde influenze milleriane. La storia, che ruota attorno ad un monumento a Batman, presenta una nuova interpretazione di Hugo Strange, questa volta un semplice cittadino esasperato dalla Batmania di Gotham e che decide di far esplodere la statua, con tanto di bella giornalista bionda legata alla base. Le allucinazioni di Alfred Pennyworth, infine, di Danielle Dwyer e Scott Morse, è una celebrazione ed un ricordo del secondo Robin, Jason Todd.